# Nova News
Nova News byl internetový zpravodajský kanál TV Nova vysílaný v letech 2012 – 2014 dostupný výhradně na zpravodajské platformě TN.cz.
Televize Nova získala licenci k provozování stanice dne 12. 6. 2012 během 11. zasedání RRTV. Dle licenčních podmínek měla stanice vysílat 18 hodin denně a to převážně zpravodajství, publicistiku a další pořady vlastní výroby. Samotné vysílání stanice bylo zahájeno 12. července 2012 a denně se vysílalo mezi 6. - 24. hodinou.

## Obsah vysílání
Nova News vysílala tři zásadní zpravodajské relace z hlavního kanálu TV Nova. V té době šlo o:
| Název relace               | čas vysílání |
| -------------------------- | ------------ |
| Polední Televizní noviny   | 12:00        |
| Odpolední Televizní noviny | 17:00        |
| Televizní noviny           | 19:30        |

Krom uvedených relací s aktuálními zprávami stanice vysílala i zpravodajství z archivu pod názvem Televizní noviny před 15 lety, které nabízelo zpravodajskou relaci pro daný den před 15 lety. Krom zpravodajství bylo ve vysílání možno sledovat i publicistické pořady Víkend, Střepiny, Volejte Novu, Na vlastní oči, 112: V ohrožení života, Áčko a Tabu.

## Konec vysílání
21. dubna 2014 stanice Nova News ukončila své vysílání, transformovala se do video reportáží v rámci portálu TN.cz a postupně jako značka zanikla. Licenci k vysílání stanice Nova News vrátila TV Nova v červnu 2014.
TV Nova se v roce 2021 vrátila k myšlence lineární zpravodajské stanice a spustila platformu TN Live.